# Live in Seattle (John Coltrane)
 Live in Seattle è un doppio album live del musicista jazz John Coltrane registrato nel 1965, con la partecipazione di Pharoah Sanders, e pubblicato postumo dalla Impulse! Records nel 1971 (n. cat. AS-9202).

## Il disco
Nel periodo dal 14 al 26 settembre 1965, il John Coltrane Quartet suonò in un ingaggio presso il Jazz Workshop di San Francisco. Il sassofonista Pharoah Sanders, della cui musica Coltrane era un ammiratore, e che aveva già registrato con lui in Ascension, venne a sentire il gruppo e fu invitato a fermarsi con la band nel dopo concerto. Secondo quanto riportato da Sanders: «[Lui] mi disse che stava pensando di cambiare il gruppo e di dare una svolta alla propria musica, per provare sonorità differenti. Mi chiese di suonare con lui». Anche il polistrumentista Donald Garrett, che aveva suonato nel gruppo di Coltrane nel 1961 come secondo bassista, fu invitato ad unirsi alla band. Al termine delle due settimane di ingaggio, sia Sanders sia Garrett suonarono insieme a Coltrane dal 27 settembre al 2 ottobre, in occasione di un nuovo ingaggio presso il locale The Penthouse di Seattle.
Durante la permanenza a Seattle, Coltrane decise di registrare a proprie spese il gruppo appena ampliato, assumendo l'ingegnere del suono Jan Kurtis per il concerto del 30 settembre. Circa 3 ore e mezza di concerto furono registrate quella sera e, quattro anni dopo la morte di Coltrane, quattro pezzi, Cosmos, Out Of This World, Evolution e Tapestry In Sound, furono scelti per l'inclusione nel doppio LP originale, con Out Of This World ed Evolution divise su due facciate. Due altri brani, Body and Soul e una versione incompleta di Afro Blue, che sfuma dopo circa una trentina di minuti, furono aggiunte per la ristampa in CD dell'album, e le precedentemente divise Out Of This World ed Evolution furono riunite per creare continuità. (Afro Blue vede la presenza al sax contralto di un musicista non identificato ufficialmente; anche se si è spesso ipotizzato che possa trattarsi di Carlos Ward o Joe Brazil.)
Il giorno seguente, il 1º ottobre, il gruppo di Coltrane, insieme a Joe Brazil, entrò nello studio di Jan Kurtis, i Camelot Sound Studios di Lynnwood, Washington, per incidere Om. Il 2 ottobre, il gruppo tornò al The Penthouse e suonò la musica poi inclusa nell'album A Love Supreme: Live in Seattle.

## Accoglienza
| Recensione                          | Giudizio |
| ----------------------------------- | -------- |
| AllMusic                            | [ 9 ]    |
| The Penguin Guide to Jazz           | [ 10 ]   |
| The Rolling Stone Jazz Record Guide | [ 11 ]   |

Si tratta di una delle esperienze di ascolto più "estreme" dell'intera discografia di Coltrane a causa della lunga durata dei brani e della complessità improvvisativa degli stessi.
Scott Yanow, recensore di AllMusic, mise così in guardia gli ascoltatori: "Gli esperti di Coltrane sanno che il 1965 fu l'anno nel quale la sua musica divenne atonale e, con l'aggiunta di Sanders, spesso molto violenta. Questa musica, quindi, non è per i fan del primo Coltrane o per quelli che preferiscono il jazz come musica melodica di sottofondo... Questa è musica innovativa e difficile che fa sembrare i giovani leoni del jazz odierno (per non menzionare i sassofonisti pop) molto "vecchio stile" a confronto".
In un articolo del Seattle Weekly, David Stoesz scrisse che l'album è "un documento così inesorabilmente crudo e abrasivo del Coltrane del tardo periodo che può essere una sfida ascoltarlo tutto", e fece notare: "In un certo senso, segna anche l'inizio della fine per il quartetto classico di Coltrane, una band universalmente classificata tra le più grandi formazioni jazz di tutti i tempi... Coltrane stava ora entrando in un reame così lontano che i suoi fidati compagni, con i quali aveva registrato A Love Supreme, Crescent e My Favorite Things - non lo potevano più seguire. Quello che cercava ora era pura sensazione, al di là delle note, e certamente al di là di qualsiasi cosa così banale come lo swing e gli accordi."

## Tracce

### Versione LP (1971)
Disco 1
Musiche di John Coltrane & Pharoah Sanders, eccetto dove indicato diversamente.
1. Cosmos – 10:49
2. Out of This World – 24:20 (Harold Arlen, Johnny Mercer)

Disco 2
Musiche di John Coltrane & Pharoah Sanders, eccetto dove indicato diversamente.
1. Evolution – 36:10
2. Tapestry in Sound – 6:07 (Jimmy Garrison)

### Versione CD (1994)
CD 1
Musiche di John Coltrane & Pharoah Sanders, eccetto dove indicato diversamente.
1. Cosmos – 10:49
2. Out of This World – 24:20 (Harold Arlen, Johnny Mercer)
3. Body and Soul – 21:03 (Frank Eyton, Johnny Green, Edward Heyman, Robert Sour)
4. Tapestry in Sound – 6:07 (Jimmy Garrison)

CD 2
Musiche di John Coltrane & Pharoah Sanders, eccetto dove indicato diversamente.
1. Evolution – 36:10
2. Afro-Blue (incompleta) – 34:15 (Mongo Santamaría)

- Tracce registrate il 30 settembre 1965 a Seattle, Washington, Stati Uniti.

## Formazione
- John Coltrane - sax tenore/sax soprano
- Pharoah Sanders - sax tenore
- McCoy Tyner - pianoforte
- Jimmy Garrison - contrabbasso
- Donald Rafael Garrett - clarinetto basso/contrabbasso
- Elvin Jones - batteria